# Centromerus abditus
Centromerus abditus là một loài nhện trong họ Linyphiidae.
Loài này thuộc chi Centromerus. Centromerus abditus được miêu tả năm 2007 bởi Gnelitsa.